# 姚緒
姚 緒（よう しょ、生没年不詳）は、五胡十六国時代後秦の軍人・政治家。南安郡赤亭（現在の甘粛省定西市隴西県）の人。羌族の部族長の姚弋仲の子で、後秦の創建者の姚萇の同母弟である。後秦の柱石として重きをなした。

## 生涯
征虜将軍に任じられた。386年7月、後秦皇帝の姚萇の指示により、司隷校尉に任じられ、常安を鎮守した。
393年12月、姚萇が亡くなり、長男の姚興が後継となった。姚興の指示により、安定を鎮守した。
395年、姚興が皇帝に即位すると晋王とされた。
396年12月、西燕の河東郡太守だった柳恭、安定郡太守だった秦茂らは各々兵を擁して守りを固めていた。姚興は姚緒にこれらの討伐を命じた。柳恭らが黄河に拠って守りを固めると、姚緒は対岸へ渡ることができなかった。鎮東将軍薛強はこれに先立って楊氏堡に拠っていた。薛強は姚緒軍を先導して、龍門から黄河を渡って蒲坂に入った。新平・安定を攻めると柳恭らは支えきれずに降伏した。新平・安定の6千戸を移して、蒲坂の充実を図った。姚緒は并州・冀州二州牧に任じられた。
399年、姚興が皇帝から天王を称すると、王爵を辞退したが許されず、改めて固く辞退してようやく許され、晋公とされた。
402年5月、後秦は北魏討伐を行った。姚緒は河東の兵を統率して前軍節度となった。
10月、柴壁の戦いで、後秦軍が壊滅すると北魏軍が蒲坂を攻めたが、姚緒はこれを固守して戦わなかった為に北魏軍は得るところなく引きあげた。
没年は不明だが、官位は丞相まで至った。敬王と諡された。
412年、姚碩徳・姚旻・姚崇・尹緯らと共に姚萇の廟に配饗された。

## 人物・逸話
- 姚萇の同母弟であることから、彼に大変愛された。
- 姚興が領域内及び朝廷の文武諸官に対し、叔父の姚緒及び姚碩徳の名を犯してはならぬと布告を出して、特別な礼遇を尽くしていることを示した。
- 姚興は姚緒の権威が大きいことから、彼が小人に惑わされることを恐れ、特に清廉な人物を選んで補佐させた。
- 姚興は姚緒に会う度、家族としての礼を尽くし、名ではなく字で呼んだ。
- 姚興は車馬服玩の類は全て姚緒及び姚碩徳のものを優先して、自身はこれに次ぐものを用い、国家の大事に関しては二人に諮ってから行った。
- 姚興が河東へやって来ると、姚緒は城を出て出迎え、臣下ではなく家族としての礼をもって遇した。

## 家庭

### 父
- 姚弋仲

### 兄弟
- 姚益
- 姚若
- 姚襄
- 姚萇
- 姚碩徳
- 姚尹買
- 姚旻
- 姚晃
- 姚紹
- 姚靖